# 콜롬비아의 코로나19 범유행

다음은 콜롬비아에서 일어나고 있는 코로나19 범유행에 대한 글이다.

## 연혁
3월 6일, 콜롬비아 보건 사회 복지부는 최근 이탈리아 밀라노를 여행한 19세의 여성 환자가 코로나 바이러스에 감염된, 콜롬비아 최초의 코로나 바이러스 사례를 확인했다.
3월 20일, 이반 듀크 대통령은 3월 24일 화요일부터 전염병의 2단계 진입을 가정하여 바이러스 확산을 막기 위해 19일 동안 전국에 총 격리가 있을 것이라고 선언하였다.
2020년 3월 21일, 콜롬비아에서 최초로 코로나 바이러스로 인한 사망자가 발생하였다. 그는 58세 남성으로, 일찍이 실시한 검사에서 음성 판정을 받았으나 나중에 그는 COVID-19에 감염되었다.

## 같이 보기
- 남아메리카의 코로나19 범유행